# Kislégi Nagy Dénes
Kislégi Nagy Dénes (álnevei műfordítóként: Kisléghy Kálmán, Kisléghy Mária; Titel, Vajdaság, 1884. június 21. – Pécs, 1984. augusztus 27.) filozófiai, társadalomtudományi, közgazdasági, statisztikai szakíró.

## Életútja
Nagy Kálmán (1854–1891) jogász, újságíró és remmingsheimi Hipp Ilona (1863–1945) fiaként született. Az anyai nagyszülei remmingsheimi Hipp Miklós (1823–1892), ügyvéd, és nemes Radány Mária (1838–1924) voltak. Anyai nagynénje remmingsheimi Hipp Flóra (1864–1953), akinek a férje bonyhádi Perczel Dénes (1853–1933), tábornok, Ferenc József-rend lovagja.
A Budapesti Református Főgimnáziumban érettségizett. 1907-ben a Budapesti Tudományegyetemen bölcsészdoktori diplomát, egy évvel később görög–latin szakos középiskolai tanári oklevelet szerzett. Egy tanévet töltött a Sorbonne-on, majd 1913-ban Londonban közgazdasági ismereteket hallgatott. Az első világháború alatt a Hadügyminisztériumban dolgozott. 1942-ben nevezték ki a Kolozsvári Ferenc József Tudományegyetem gazdaságpolitikai és statisztikai tanszékére; 1945-től a Bolyai Tudományegyetemnek is professzora 1948-ig. 1948–1957 között oktatói és tudományos működését a Pécsi Tudományegyetemen folytatta; 1957-ben vonult nyugalomba. Szakmai cikkei a Közgazdasági Szemlében, a Társadalomtudományban, a Magyar Statisztikai Szemlében és a Demográfia című folyóiratban jelentek meg.

## Legfontosabb publikációi
- Beszédek a szerelemről. A platoni erosról. Monográfia és egy. doktori értek. is. (Bp., 1907)
- Az emberfajok első egyetemes kongresszusa. (Huszadik Század, 1911)
- A vallásos élet elemi formái. Durkheim Emil vallásszociológiájáról. – A kísérleti lélektan válsága. (Huszadik Század, 1912)
- Az emberi munka bölcseletéhez. (Közgazdasági Szemle, 1916–1917)
- Újabb kutatások az állati lélekről és alkalmazásuk a nevelésre. (Huszadik Század, 1917)
- Durkheim szociológiája. (Népművelés, 1918 és külön: Bp., 1918)
- Új irányok a közgazdaságtanban. (Közgazdasági Szemle, 1918)
- Vallás és forradalom. – A szociológiai műveltség fontossága a pedagógiában. (Huszadik Század, 1919)
- A kártya. (Független Szemle, 1921)
- Bevezetés a szociológiába. Kismonográfia. (Szabad Iskola. 3. Bp., 1922)
- A marxizmus bírálata. (Magyar Munkás Szemle, 1923)
- Filozófia a közgazdaságtanban. (Közgazdasági Szemle, 1926)
- A tudományos gazdaságpolitika alapvetése. (Budapesti Szemle, 1928)
- A magyar búza minősége, ára és értékesítése. A Magyar Közgazdasági Társaság ankétja. Sajtó alá rend. (Közgazdasági Könyvtár. 9. Bp., 1930)
- Az emberi munka bölcselete. Monográfia. (Közgazdasági Könyvtár. 10. Bp., 1930)
- Az öngyilkosság okairól. (Közgazdasági Szemle, 1932 és külön: Bp., 1932)
- A gazdasági individualizmus válsága. (Közgazdasági Szemle, 1933)
- Házadómentesség és lakásgazdálkodás. A Magyar Közgazdasági Társaság tanácskozmánya. Sajtó alá rend. (Közgazdasági Könyvtár. 16. Bp., 1934)
- Mandeville meséje a méhekről. (Navratil Emlékkönyv. Ünnepi dolgozatok Navratil Ákos születésének 60. évfordulójára. Bp., 1935 és külön: Bp., 1935)
- A jegybank szerepe a gazdasági életben. Tanulmány. (Kecskemét, 1936)
- Az univerzalizmus gazdasági kategóriái. (Ünnepi dolgozatok Balás Károly és Heller Farkas születésének 60. évfordulójára. Bp., 1937 és külön: Bp., 1937)
- Univerzalizmus. Spann Otmár bölcseletei és gazdasági tanai. Monográfia. (Közgazdasági Könyvtár. 21. Bp., 1938)
- Bevezető a közgazdaságtanba. Tizenöt rádióelőadás. (Tudományos Gyűjtemény. 36. Pécs, 1939)
- Híres kereskedők. Életrajzok. (Tébe Könyvtár. 105. Bp., 1940)
- A korporatív gazdaság alapelvei. (Pannonia, 1940 és külön: Pécs, 1940)
- Az állam és a bölcs. (Debreceni Szemle, 1940)
- Le commerce extérieur de la Hongrie depuis la crise mondiale. (Nouvelle Revue de Hongrie, 1940)
- Széchenyi gazdaságpolitikája. (Társadalomtudomány, 1941 és külön: Bp., 1942)
- Pálosi Ervin emlékezete. A kolozsvári m. kir. Ferenc József Tudományegyetem Közgazdaság-tudományi Karán, 1942. szept. 28-án tartott székfoglaló előadása. (Gazdaságpolitikai Könyvtár. 1. Kolozsvár, 1942)
- Agrárpolitika. (Kolozsvár, 1942)
- Iparpolitika. (Kolozsvár, 1943)
- A gazdasági elméletek története. Egyetemi jegyzet. (Kolozsvár, 1943)
- Beszélgetés egy eke mellett. Közgazdasági kérdések ismertetése könnyű formában. (Bp., 1943)
- A gazdaságpolitika tudományelméleti helyzete. (Közgazdasági Szemle, 1943 és külön: Bp., 1943)
- Bevezetés a statisztikába. Egyetemi jegyzet. (Kolozsvár, 1944)
- Világnézet és gazdasági stílus. 1944. márc. 29-én. (Közgazdasági Szemle, 1944 és külön: Bp., 1944)
- Pénzromlás és árszínvonal. (A Szabad Egyetem kiadványa. Kolozsvár, 1946 és a Kolozsvári Bolyai Tudományegyetem Jogi és Közgazdaság-tudományi Karának ismeretterjesztő kiadványai. I. köt. 2. Kolozsvár, 1946)
- Bevezetés a közgazdaságtanba. Egyetemi jegyzet. (Kolozsvár, 1946)
- A közgazdaságtan oktatásának módszeréről. (Társadalomtudományi tanulmányok. 2. Kolozsvár, 1946)
- A közgazdasági eszmék története. Egyetemi jegyzet. (Kolozsvár, 1948)
- Társadalmi statisztika. Egyetemi jegyzet. (Kolozsvár, 1948)
- Durkheim a demokráciáról. (Huszadik Század, 1948 és külön: Bp., 1948)
- Bevezetés a statisztikába. Egyetemi jegyzet. (Pécs, 1949)
- A fegyelem szociológiája. (Huszadik Század, 1949)
- Bevezetés a politikai gazdaságtanba. Egyetemi jegyzet. (Pécs, 1950)
- Bevezetés a statisztikába. Egyetemi jegyzet. Schneller Károllyal és Theiss Edével. (Bp., 1952)
- Statisztika. Egységes jegyzet. Schneller Károllyal és Theiss Edével. (Bp., 1952 2. kiad. 1953)
- A statisztikai megismerés természete. Kandidátusi értekezés. (Bp., 1954)
- A statisztika fogalma és tárgya. (Statisztikai Szemle, 1954)
- A statisztikai mérés. (Statisztikai Szemle, 1955)
- A statisztikai csoportosítás logikai alapjai. (Statisztikai Szemle, 1956)
- Quètelet átlagemberéről. (Statisztikai Szemle, 1957)
- Népességtan. (Demográfia, 1960 és külön: Bp., 1960)
- Népességtan Malthus előtt. (Demográfia, 1962 és külön: Bp., 1962)
- Marx sajtópere. (Jogtudományi Közlöny, 1964)
- Az ifjú Engels találkozása a szabad gondolattal. (Világosság, 1964)
- Az incestus tilalma. Szociológiai adalékok egy büntetőjogi problémához. (Studia Iuridica Auctoritate Universitatis Pécs Publicata, 1967)
- Émile Durkheim és iskolája. MTA Doktori értekezés. (Bp., 1970)
- Két Durkheim-mű. (Magyar Pedagógia, 1972)
- A moustier-i ember vallása. (Világosság, 1973)
- Erkölcs, jog és állam Durkheim szociológiájában. (Dolgozatok az állam- és jogtudományok köréből. 4. Szerk. Szotáczki Mihály. Pécs, 1974)
- Életpályám emlékei. Visszaemlékezések. (A Pécsi Tudományegyetem kiadványa. Pécs, 1979)
- Durkheim szociológiája. A doktori értekezés átdolgozott kiadása. (Pécs, 1982)
- Marx–Engels: A német ideológia. Ford. (Bp., 1952 2. jav. kiad. 1960 3. kiad. 1974)